# 巴尔韦德-德尔卡米诺
巴尔韦德-德尔卡米诺（西班牙語：Valverde del Camino）是西班牙安达卢西亚自治区韦尔瓦省的一个市镇。总面积219平方公里，总人口12431人（2001年），人口密度57人/平方公里。